# 406. strelska divizija (ZSSR)
406. strelska divizija (izvirno rusko 406. стрелковая дивизия; kratica 406. SD) je bila strelska divizija Rdeče armade v času druge svetovne vojne.

## Zgodovina
Divizija je bila ustanovljena septembra 1941. Maja 1945 se je borila v sestavi Transkavkaške fronte.